# Hermann Linde der Ältere
Hermann Linde auch Hermann Linde der Ältere (* 7. Oktober 1831 in Crossen an der Oder; † 11. Dezember 1918 in Lübeck) war deutscher Apotheker und Fotograf.

## Leben
Linde kam nach sechsjähriger Wanderschaft 1853 nach Lübeck und trat als Apothekergehilfe in die Apotheke von Franz Friedrich Kindt in der Alfstraße ein. 1860 heiratete er Katinka Stolle (* 1839), die Tochter des Kunstmalers Christian Peter Wilhelm Stolle in Lübeck. Aus der Ehe gingen acht Kinder hervor, u. a. der Augenarzt und Kunstsammler Max Linde, die Maler Hermann Linde und Heinrich Eduard Linde-Walther, der Bauingenieur und Direktor des VDI Gustav Linde (1865–1939) sowie der Dompastor Franz Linde (1867–1931).
Linde war seit 1859 als Freimaurer Mitglied der Johannisloge Zum Füllhorn und als Nachfolger von Heinrich Gustav Plitt von 1880 bis 1889 ihr Vorsitzender Meister. in seiner Amtszeit entstand der Neubau des Lübecker Logenhauses. Er arbeitete aktiv in der Gesellschaft zur Beförderung gemeinnütziger Tätigkeit mit und war von 1883 bis 1895 Mitglied der Lübecker Bürgerschaft.
Am 11. Juni 1892 stellte Ernst Christian Johannes Schön zunächst den Mitgliedern der Gemeinnützigen das im Versammlungszimmer aufgestellte für das Zimmer des Gesellschaftsvorstandes bestimmte Geschenk von Hermann Linde vor. Dieser hatte ein Gemälde des Seniors Johann Carl Lindenberg nach einer Fotografie aus dem Jahr 1862 gemalt.

## Pionier der Fotografie

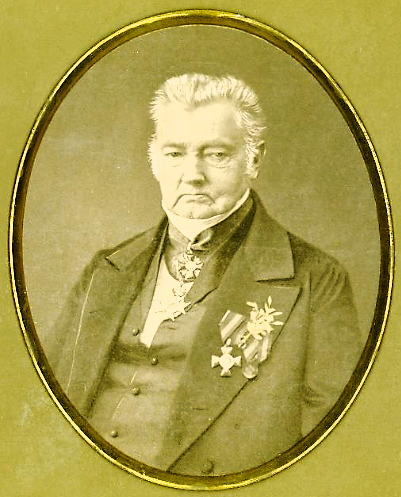
Karl von Schlözer, Daguerreotypie von Hermann Linde (1857)

Im Jahr 1852 konstruierte sich Linde eine eigene Camera Obscura und experimentierte mit dieser. Er ließ sich von dem Erfinder Louis Daguerre inspirieren. In seinen Erinnerungen schreibt er:
„Ich baute mir aus Pappe eine kleine Camera, in die wiederum die bewusste Lupe als Objektiv eingesetzt wurde, machte mir die vorgeschriebenen Präparate, Iod- und Bromammonium, und erzeugte mir selbst dieses notwendige fotografische Collodium. Präpariert hatte ich die Platte in einem verdunkelten Kleiderschrank.“ Eine Kamera hatte er von Georg Christian Kindt erhalten.
Im Jahr 1855 eröffnete Linde mit David Eichmann, einem Schüler Joseph Wilhelm Peros, unter der Bezeichnung Photographisches Institut ein Atelier für Fotografie und Daguerreotypie in der Lübecker Johannisstraße 31 JohQ (heute Dr.-Julius-Leber-Straße 63). Diese Firma übernahm Linde vollständig, als Eichmann 1858 nach Hamburg ging. Hauptsächlich erwarb sich Linde als Porträtfotograf einen Ruf. Es ließen sich unter anderen Familie Mann, Emanuel Geibel und Fritz Reuter bei ihm ablichten. Er wurde für die nächsten Dekaden zum beliebtesten Fotografen der Stadt.
Bereits 1891 beendete Linde seine fotografische Tätigkeit, da die Konkurrenz in diesem Beruf in Lübeck inzwischen groß geworden war.

## Auszeichnungen
- Bronzemedaille (Erste Gruppe) auf der Hamburger Ausstellung [für Photographie] im November 1868[4]
- Zweiter Preis, Diplom mit Prädikat „für verdienstvolle Arbeiten“, (Kollodiumpapier und Photographien), Hamburg 1871[5]